# Jean Grolier
Jean Grolier de Servières, baron d'Aguisy, född 1479 i Lyon, död 1565 i Paris, var en fransk adelsman, ämbetsman och namnkunnig bibliofil, vars boksamling skingrades 1675.
Groliers bokband var dekorerade med särpräglade geometriska mönster och stilen uppkallades efter honom - Grolierband. De var stämplade Io. Grolieri et Amicorum (= tillhör Jean Grolier och hans vänner). The Grolier Club i New York är uppkallad efter honom.